# Rosser Ridge
Rosser Ridge är en bergstopp i Antarktis. Den ligger i Västantarktis. Argentina, Chile och Storbritannien gör anspråk på området. Toppen på Rosser Ridge är 827 meter över havet.
Terrängen runt Rosser Ridge är varierad. Trakten är obefolkad. Det finns inga samhällen i närheten. 